# Order Wilhelma (Hesja)
Order Wilhelma (niem. Wilhelms-Orden) – drugie odznaczenie Elektoratu Hesji-Kassel.
Ustanowił go 20 sierpnia 1851 elektor Fryderyk Wilhelm I, wydzielając z Orderu Lwa Złotego cztery niższe klasy i dodając nowy Krzyż Wieki.
Od aneksji Hesji-Kassel przez Królestwo Prus w 1866, order należał do systemu odznaczeń nadawanych przez pruskiego króla. Wilhelm I Hohenzollern do niższej klasy komandorskiej i klasy kawalerskiej dodał klasy z mieczami, lecz podział ten istniał tylko w 1867, a później wrócono do wcześniejszego.
Podział orderu:
- Krzyż Wieki (Großkreuz),
- Komandor I Klasy (Commandeur I. Klasse),
- Komandor II Klasy (Commandeur II. Klasse),
- Komandor II Klasy z Mieczami (Commandeur II. Klasse mit Schwertern) – tylko w 1867,
- Kawaler (Ritter),
- Kawaler z Mieczami (Ritter mit Schwertern) – tylko w 1867,
- Posiadacz IV Klasy (Inhaber IV. Klasse).